# George Zucco
George Zucco (ur. 11 stycznia 1886 w Manchesterze, zm. 27 maja 1960 w Hollywood) – brytyjski aktor filmowy.

## Wybrana filmografia
- 1937: Saratoga jako doktor Harmsworth Bierd
- 1937: Pani Walewska jako senator Małachowski (niewymieniony w czołówce)
- 1938: Trzej towarzysze jako doktor Plauten (niewymieniony w czołówce)
- 1938: Maria Antonina jako naczelnik Conciergerie (niewymieniony w czołówce)
- 1939: Przygody Sherlocka Holmesa jako profesor Moriarty
- 1939: Dzwonnik z Notre Dame jako prokurator
- 1940: Ręka mumii jako profesor Andoheb
- 1941: Potwór i dziewczyna jako doktor Perry
- 1941: Niewidzialny detektyw jako doktor Jeris
- 1942: My Favorite Blonde jako doktor Hugo Streger
- 1942: The Mad Monster jako doktor Lorenzo Cameron
- 1942: Grobowiec mumii jako Andoheb
- 1942: Dr. Renault's Secret jako doktor Robert Renault
- 1942: Czarny łabędź jako lord Denby
- 1943: Dead Men Walk jako doktor Lloyd Clayton/doktor Elwyn Clayton
- 1943: The Mad Ghoul jako doktor Alfred Morris
- 1943: Sherlock Holmes w Waszyngtonie jako Heinrich Hinkel
- 1944: Duch mumii jako Andoheb
- 1944: Siódmy krzyż jako Fahrenburg
- 1944: Dom Frankensteina jako profesor Bruno Lampini
- 1945: Fog Island jako Leo Grainer
- 1946: The Flying Serpent jako profesor Andrew Forbes
- 1947: Scared to Death jako doktor Joseph Van Ee
- 1947: Szpada Kastylii  jako marquis De Carvajal
- 1948: Pirat jako wicekról
- 1948: Tarzan i syreny jako arcykapłan Palanth
- 1948: Joanna d’Arc jako konstabl z Clervaux
- 1949: Tajemniczy ogród jako Fortescue
- 1949: Przygoda na Broadwayu jako sędzia
- 1951: Dawid i Betszeba jako egipski ambasador